# 娜塔莉娅·怀特
娜塔莉娅·怀特（英語：Natalliah Whyte，1997年8月9日—）是一名专长于短跑的牙买加田径运动员。她在2019年世界田径锦标赛上代表牙买加队，赢得了4×100米接力的金牌。她也曾参加过2014年南京青奥，获得女子200米金牌。